# Endopappus
Endopappus é um género botânico pertencente à família Asteraceae.